# ألكسندر إيليك (لاعب كرة قدم)
ألكسندر إيليك هو لاعب كرة قدم بوسني، ولد في 8 أبريل 1994 في لوزنيتسا في صربيا. لعب مع نادي إسترا 1961.

## وصلات خارجية
- ألكسندر إيليك على موقع قاعدة بيانات كرة القدم.إي يو (الإنجليزية)
- ألكسندر إيليك على موقع Soccerway.com (الإنجليزية)